# Colonne Henneicke
De Colonne Henneicke, was een onderdeel van de Hausraterfassungsstelle, een Nederlandse afdeling, dat onder toezicht stond van de Zentralstelle für jüdische Auswanderung in Amsterdam en tot doel had gestolen joodse inboedels naar Duitsland af te voeren. Het bestond uit een groep Nederlandse nazi-collaborateurs die actief waren als premiejagers in de periode tussen maart en oktober 1943. De groep bestond uit ruim vijftig Nederlanders die tegen betaling jacht maakten op Joodse onderduikers. De groep stond onder leiding van Wim Henneicke. In het halve jaar dat de organisatie bestond was deze verantwoordelijk voor de deportatie van acht- tot negenduizend personen.  Op 30 september 1943 werd de organisatie opgeheven, officieel omdat Amsterdam Judenfrei was, maar ook omdat de chef van de Sicherheitsdienst, Willy Lages, zich aan het ongedisciplineerde gedrag van de leden ergerde.

## Ontdekking administratie Henneicke groep
In het najaar van 1947 werd in Amsterdam in een kelder van het perceel Prof. Tulpstraat 19 (Hoofdsynagoge Nederlands Israelitische Gemeente) een grote partij
documenten gevonden, De documenten waren van verschillende zijden aan de Prof. Tulpstraat 19 toegezonden, zonder opgave van de herkomst, en waren opgeborgen in de kelder van het pand. De archiefstukken kwamen weer tevoorschijn tijdens de verhuizing van de Hoofdsynagoge in november 1947 naar een andere locatie. Het bleek om archiefmateriaal van de Hausraterfassungsstelle te gaan, waaronder documenten die betrekking hadden op de administratie van de Henneicke groep.

## Bijzondere rechtspleging
Van de Colonne Henneicke werden in de Bijzondere rechtspleging in de jaren 1946 - 1949 25 leden ter dood veroordeeld, van wie de straf in cassatie werd omgezet in gevangenisstraf. Van de overgebleven zestien werden alleen de twee eerstveroordeelden voor het vuurpeloton gebracht. Dat waren twee medewerkers van de cartotheek van de Zentralstelle. Latere veroordeelden profiteerden van het gratiebeleid dat de katholieke minister van Justitie Hans Kolfschoten had ontwikkeld.

## Ledenlijst
Het aantal mensen die in dienst waren bij de colonne Heneicke werd geschat op 53 Nederlanders en 1 Duitser. Meerdere ambtenaren van de  Hausraterfassungsstelle werkten vaak op basis van vrijwilligheid mee als lucratieve bijverdienste, en zijn in de tellingen meegenomen.
- Willem Christiaan Heinrich (Wim) Henneicke (Amsterdam, 19 maart 1909-1944), geliquideerd door het Amsterdamse verzet.
- Willem Hendrik Benjamin (William) Briedé (Amsterdam, 5 april 1903-1962), bij verstek ter dood veroordeeld.
- Hermanus Petrus Maria (Herman) Bartelsman (Amsterdam, 18 december 1881-1947), ter dood veroordeeld, geëxecuteerd door een vuurpeloton op 6 maart 1947.
- Fredrik Hendrik Meijer (Amsterdam, 8 oktober 1900-1947), ter dood veroordeeld, geëxecuteerd door een vuurpeloton op 28 maart 1947.
- Bernardus Andreas (Dries) Riphagen (Amsterdam, 7 september 1909-1973), ontsnapt, nooit veroordeeld.
- Sera de Croon (Amsterdam, 17 mei 1916-1990), ter dood veroordeeld, nadien gratie verleend.
- Eduard Gijsbertus (Eddy) Moesbergen (Amsterdam, 26 juni 1902-1980), ter dood veroordeeld, nadien gratie verleend.
- Christoffel (Chris) Bout (Amsterdam, 2 oktober 1906), ter dood veroordeeld, nadien gratie verleend.
- Hendricus Christiaan (Henk) Saatrübe (Amsterdam, 24 januari 1909-1983), ter dood veroordeeld, nadien gratie verleend.
- Hendrik (Henk) van der Kraan (Schiedam, 30 oktober 1897-1955), ter dood veroordeeld, nadien gratie verleend.
- Martinus Hinse (Amsterdam, 14 november 1913), ter dood veroordeeld, nadien gratie verleend.
- Hendrik Wouter Hofman (Rotterdam, 12 oktober 1892-1954), ter dood veroordeeld, nadien gratie verleend.
- Diderik van der Kraan (1921), ter dood veroordeeld, nadien gratie verleend.
- Jacob Rigter (Amsterdam, 5 januari 1912), ter dood veroordeeld, nadien gratie verleend.
- Jan Jacobus Rutgers (Amsterdam, 6 november 1911), ter dood veroordeeld, nadien gratie verleend.
- Hugo Heinrich Berten (Keulen, 3 september 1890), gevlucht, nooit veroordeeld.
- Bruno Barend (Bob) Vlugt (Amsterdam, 15 maart 1917), veroordeeld tot levenslange celstraf.
- Richard Albert Kop (Amsterdam, 1 juni 1910)[5]
- Johannes Hendrik van Keulen, (Amsterdam, 13 januari 1903)
- Lambert Hubert Jozef Schiffer (Heerlen, 16 Augustus 1889)
- Hendricus Klinkenbijl (Arnhem, 27 maart 1892), ter dood veroordeeld, door de Bijzondere Raad van Cassatie omgezet in levenslang.
- Alexander Dirk Hogguer (Amsterdam, 11 juni 1898-1983), bij verstek ter dood veroordeeld, nadien gratie verleend.
- Aalbert Anton Das (Amsterdam, 10 januari 1915), heeft tot 1958 in diverse gevangenissen gezeten.
- Bernardus Marinus Christiaan van Egmond (Amsterdam, 8 augustus 1914), doodstraf geëist, nadien gratie verleend. In 1962 geëmigreerd naar Duitsland.
- Jan Cassee (Amsterdam, 14 april 1904), doodstraf geëist.
- Jacobus Nicolaas Ramaker (Haarlem, 16 oktober 1904), gevlucht en bij verstek levenslang.
- Gerrit Hendrik Mijnarends (Amsterdam, 16 april 1896), doodstraf omgezet in levenslang.
- Egbertus Martinus Ellemers (Amsterdam, 4 augustus 1908), doodstraf omgezet in levenslang.
- Josef Nicolaas Zwager (Beverwijk, 29 november 1907), doodstraf omgezet in levenslang.
- Mattijs van de Werken (Nieuwer Amstel, 9 december 1883), 5 jaar gevangenis.
- Johannes Wilhelmus Out (Haarlem, 30 augustus 1910), 8 jaar gevangenisstraf.
- Catharina Krina Thonus, (Amsterdam, 9 januari 1919)
- Frederik Willem Koot (Amsterdam, 24 april 1903) Doodstraf na gratie aangevraagd door zuster in 1950 omgezet in levenslang
- Pieter van Amstel (Amsterdam, 7 juli 1896)
- Adolf Schmidt (Watergraafsmeer, 24 oktober 1889)
- Franciscus Johannis Emanuel Tak (Leeuwarden, 8 September 1906)
- Harm Jan van den Berg (Amsterdam, 20 juni 1906)
- Engelbert Hendrik Kobus (Amsterdam, 11 december 1896)
- Hermanus Verboom (Reewijk,15 December 1910)
- Hendrikus van den Berg (Amersfoort, 6 mei 1896)
- Paulus Theodorus Wilhelmus Reuskens (Nijmegen, 11 september 1895)
- Dirk Johannes Seegers (Amsterdam, 22 december 1886)
- Antonie Koenraad Velthuis (Amsterdam, 24 april 1904)
- Franciscus Anthonius van Tol (Aalsmeer, 11 maart 1901)
- Christiaan Cornelis Bosch (Haarlem, 23 januari 1908)
- Johannes Bernardus Bosman (Enschede, 24 mei 1914)
- Nicolaas Johannes Evers (Schoten 18 februari 1911)
- Jacobus Adrianus Gitz (Den Haag, 7 februari 1891)
- Gerrit de Groot (Amsterdam, 2 januari 1889)
- Pieter Hulsman, (Amsterdam, 14 oktober 1912) overleden in Neuegamme 19 februari 1945)
- Petrus Johannes Kruijsman (Amsterdam, 16 maart 1907)
- Hubertus Wilhelmus Johannes Tomlow (Venlo, 20 oktober 1912)
- Cornelis Antonius Nietvelt (Amsterdam, 11 april 1915)
- Hijlke Wierda (Sloten, 1 december 1883) Is kort na installering Henneicke opgestapt
- Pieter Hendrik het Lam (Amsterdam, 29 maart 1911) Overleden Linz (Oostenrijk) 8 maart 1945